# Westerland (Rose)
Die Rosensorte Westerland (syn. 'KORwest') wurde vom Rosenzüchter Reimer Kordes 1969 aus der gelben Floribunda 'Friedrich Wörlein' (Kordes 1963) und der rosa-gelben Floribunda 'Circus' (Swim 1956) gekreuzt. Sie ist nach der Stadt Westerland auf der Insel Sylt benannt.

## Wuchs
Die beliebte Strauchrose wächst bis etwa 2 m hoch; in warmen Regionen wird sie auch als niedrige Kletterrose kultiviert. 'Westerland' blüht vom Frühsommer bis in den Herbst hinein. Die locker gefüllten Blüten sind bernstein- oder orange- bis kupferfarben und duftend. Sie erreichen etwa 12 cm Durchmesser und stehen in Büscheln zu 5–10. Die Pflanze wächst kräftig und hat gesundes, dunkelgrünes Laub, während die jungen Triebe rötliche Blätter aufweisen.
Eine hellere Varietät (USA, 1986) von 'Westerland' mit zartgelben bis lachsfarbenen Blüten ist 'Autumn Sunset' – eine Sorte, die vorwiegend in den USA kultiviert wird.

## Auszeichnungen
- ADR-Rose 1974 (aberkannt)
- RHS (The Royal Horticultural Society) 1993